# Bellevalia montana
Bellevalia montana là một loài thực vật có hoa trong họ Măng tây. Loài này được (K.Koch) Boiss. mô tả khoa học đầu tiên năm 1882.